# De Valk (openbaar vervoer)
De Valk is een voormalige Nederlandse autobusonderneming, gevestigd te Valkenburg (Limburg), die van 1919 tot 1981 actief was als touringcar- en openbaarvervoerbedrijf.

## Geschiedenis
De Valk werd opgericht in 1919 door J.F.H. (Florent) Habets uit Valkenburg als een toer-, autohandel- en garagebedrijf. In 1928 begon De Valk met het verzorgen van een lijndienst op het traject Maastricht - Berg - Valkenburg - Klimmen - Hoensbroek.
In 1953 raakte De Valk zijn vergunning kwijt aan de Limburgsche Tramweg-Maatschappij (LTM), aangezien de lijn lag in het aan de LTM toegewezen vervoergebied. Net als met P.M.C. Mulder, exploitant van de lijn Heerlen - Hoensbroek, werd een akkoord gesloten. De vergunning ging over naar de LTM, maar De Valk mocht de lijn voor onbepaalde tijd als contractant exploiteren. Tegelijkertijd had De Valk een reisbureau- en touringcarbedrijf dat in omvang ver uitging boven de lijndienst, die hoogstens 10% van de totale bedrijfsactiviteiten besloeg. 
Vanaf 1974 publiceerde De Valk een gezamenlijke dienstregeling met LTM, IAO, Meussen en Mulder. De Valk zette de lijndienst voort tot 1 januari 1981. Toen nam Verenigd Streekvervoer Limburg (VSL), rechtsopvolger van de LTM, de exploitatie over van De Valk, die in financiële moeilijkheden verkeerde. De toersector werd voortgezet door Het Zuiden. Twintig personeelsleden stapten over naar VSL. De bussen werden door VSL niet overgenomen.